# Beintza-Labaien
Beintza-Labaien ist eine spanische Gemeinde (municipio) in der Comunidad Foral de Navarra mit 217 Einwohnern (Stand: 2024). Die Gemeinde besteht aus den Ortschaften Beintza und Labaien sowie aus dem Weiler Lotzabian. Der Verwaltungssitz befindet sich in Labaien.

## Lage
Beintza-Labaien liegt etwa 37 Kilometer nordnordwestlich von Pamplona (Iruna) in einer Höhe von ca. 450 m.

## Sehenswürdigkeiten
- Peterskirche in Beintza
- Salvatorkapelle in Labaien